# Dąbrowy Obrzyckie

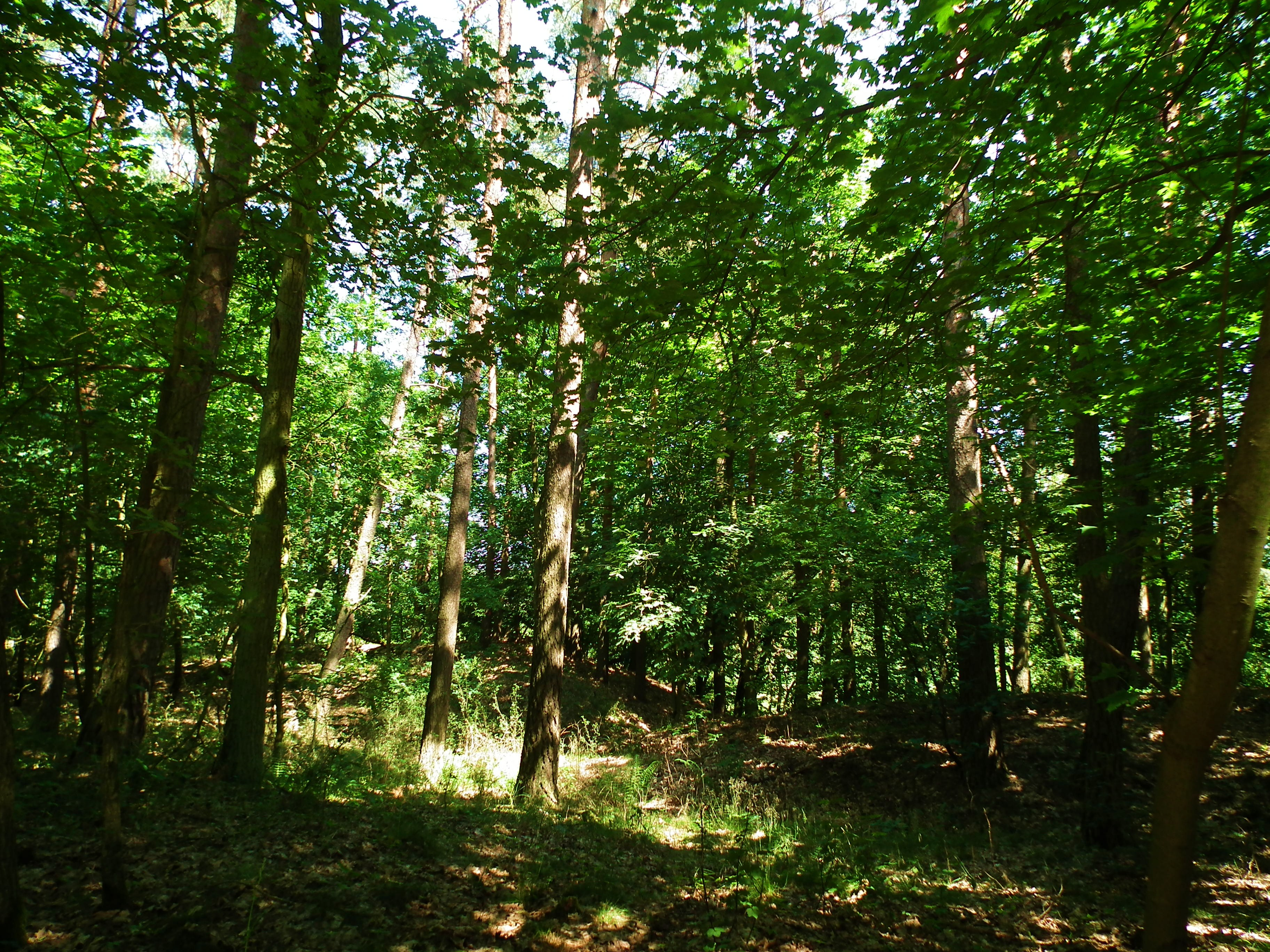
Drzewostan

Dąbrowy Obrzyckie – specjalny obszar ochrony siedlisk (PLH300003) zlokalizowany na terenach doliny Warty w gminie Obrzycko i mieście Obrzycko (województwo wielkopolskie). Ma powierzchnię 885,17 hektara.

## Przyroda
W krajobrazie dominują tu lasy – przede wszystkim liściaste (około 50% powierzchni stanowią dąbrowy acidofilne). Uzupełniają je zachowane w dobrym stanie świetliste dąbrowy (istnieje tu pełna zmienność lokalnosiedliskowa tych fitocenoz). Część z cennych przyrodniczo zbiorowisk leśnych wykształciła się pod okapem sztucznie nasadzonych drzewostanów sosny. Ekosystemy leśne uzupełniane są na terenie obszaru siedliskami rolniczymi i łąkowymi (najczęściej w dolinach rzek i cieków) – np. zmiennowilgotnymi łąkami trzęślicowymi. Na obszarze, z roślin chronionych, występują m.in.: bukwica zwyczajna, pięciornik skalny i strzęplica polska. Z ważnych ssaków występuje tu bóbr europejski, ptaki reprezentuje bielik zwyczajny, owady – zalotka większa, a płazy – traszka grzebieniasta.
Na terenie obszaru znajduje się rezerwat przyrody Świetlista Dąbrowa.

## Siedliska
Siedliska występujące na obszarze to:
- zalewane muliste brzegi rzek,
- zmiennowilgotne łąki trzęślicowe (Molinion),
- ziołorośla górskie (Adenostylion alliariae) i ziołorośla nadrzeczne (Convolvuletalia sepium),
- niżowe oraz górskie świeże łąki użytkowane ekstensywnie (Arrhenatherion elatioris),
- górskie oraz nizinne torfowiska zasadowe o charakterze młak, turzycowisk i mechowisk,
- grąd środkowoeuropejski i subkontynentalny (Galio-Carpinetum, Tilio-Carpinetum),
- pomorski kwaśny las brzozowo-dębowy (Betulo-Quercetum),
- łęgi wierzbowe, topolowe, olszowe i jesionowe,
- łęgowe lasy dębowo-wiązowo-jesionowe (Ficario-Ulmetum),
- ciepłolubne dąbrowy (Quercetalia pubescenti-petraeae)[2].

## Zagrożenia
Zagrożeniem dla lokalnej przyrody może być sadzenie gatunków obcych i inwazyjnych, niekontrolowany ruch turystyczny, usuwanie martwych drzew oraz stosowanie pestycydów na okolicznych polach.
Z początkiem września 2014 rozpoczęto na terenie obszaru (Nadleśnictwo Oborniki) wypas koników polskich, które mają poprawić stan silnie zdegradowanego siedliska świetlistych dąbrów.